# Gelvécourt-et-Adompt
Gelvécourt-et-Adompt är en kommun i departementet Vosges i regionen Grand Est (tidigare regionen Lorraine) i nordöstra Frankrike. Kommunen ligger i kantonen Dompaire som tillhör arrondissementet Épinal. År 2022 hade Gelvécourt-et-Adompt 107 invånare.

## Befolkningsutveckling
Antalet invånare i kommunen Gelvécourt-et-Adompt
| Referens: INSEE |